# Agueil
L'agueil, aussi appelé aiguolas, est un vent d'est froid et éphémère soufflant surtout au printemps sur les Cévennes méridionales. Il précède ou accompagne de légères chutes de pluie ou de neige.

## Description
L'aguéil est un air polaire continental qui prend source dans la vallée du Rhône, dans la région de Bollène.
Dû aux hautes pressions sur l'Italie et basses pressions sur le golfe de Gascogne, c'est une petite bise de secteur est et de vitesse variable. Son nom provient sans doute d'Aguiéloun, nom occitan de l'Aquilon (donc utilisé à tort quant à sa direction).
Ce vent souffle sur les Cévennes, en traversant le Gard septentrional et la Lozère méridionale. Son cours fait 30 km de large et 90 km de long.